# Habrocestum hongkongiense
Habrocestum hongkongiense là một loài nhện trong họ Salticidae. Loài này được phát hiện ở Hongkong.